# Evan Yates
Evan Yates (Cincinnati, Ohio, 24 de enero de 1991) es un baloncestista estadounidense que pertenece a las filas del Club Baloncesto Zamora de la Liga LEB Plata. Con una altura de 198 cm su posición en la cancha es la de ala-pívot. Es un jugador dominante con un juego en el poste impecable.

## Trayectoria
Al baloncesto español llegó tras cuatro temporadas en la liga universitaria americana, en concreto en las filas de los Ashland Eagles. En 2013 llega a España para jugar el Club Baloncesto Zamora de Liga EBA, donde permanece durante dos temporadas. 
En la temporada 2015-16, firma por el Araberri de LEB Plata dónde firmó 14.1 puntos, 9 rebotes y 18,8 de valoración media. Más tarde, Yates pasó por el basket danés donde jugó en el Horsholm 79ers.
En la temporada 2016-17, jugó en el baloncesto israelí, en concreto siendo ala pívot en el Maccabi Rehovot. El alero jugó 27 partidos con una media de 15,7 puntos por partido, 10,4 rebotes y 2,9 asistencias.
En la temporada 2017-18, vuelve a España para jugar en el Club Baloncesto Clavijo de la LEB Oro. Es nombrado MVP de la jornada 20 tras obtener 41 puntos de valoración ante el Carramimbre Valladolid, gracias a sus 19 puntos (5/8 TL y 7/8 TC), 16 rebotes, 4 asistencias, 1 recuperación y 7 faltas recibidas.
Tras salir de Clavijo, Yates tomaría rumbo a competiciones de más nivel, como la primera división israelí con Ironi Nes Ziona, la Pro B francesa con Gries Oberhoffen BC o durante la temporada 2020-21 en la liga finlandesa con el Kauhajoen Karhu, con el que disputó competición europea.
El 15 de enero de 2021, regresa a España para jugar en las filas del Club Ourense Baloncesto de la Liga LEB Oro, durante una temporada. Con el conjunto gallego lograría el ascenso a la Liga LEB Oro.
El 19 de diciembre de 2022, firma por el Club Baloncesto Zamora de la Liga LEB Plata, nueve años después.